# Sandro Petraglia
Pour l’article homonyme, voir Petraglia.
Sandro Petraglia, né le 19 avril 1947 à Rome dans la région du Latium en Italie, est un scénariste, un essayiste et un réalisateur de documentaire italien.
Il est principalement connu pour son travail de scénariste. Parmi ces travaux les plus célèbres, on retrouve Le Porteur de serviette (Il portaborse ) et Mon frère est fils unique (Mio fratello è figlio unico) de Daniele Luchetti, La Fille du lac (La ragazza del lago) d'Andrea Molaioli, Romanzo criminale de Michele Placido, Les Enfants volés (Il ladro di bambini) et Les Clefs de la maison (Le chiavi di casa) de Gianni Amelio, Nos meilleures années (La Meglio gioventù) et Piazza Fontana (Romanzo di una strage) de Marco Tullio Giordana, La messe est finie (La messa è finita) de Nanni Moretti, Il muro di gomma de Marco Risi ou bien encore la série La Mafia.
Collaborant régulièrement avec le scénariste Stefano Rulli (it), il a remporté seul ou en équipe cinq David di Donatello, cinq Ruban d'argent, cinq Ciak d'oro, deux prix Fipresci et de nombreuses récompenses au cours de sa carrière en Italie et en Europe.

## Biographie
Sandro Petraglia naît à Rome en 1947. Au cours des années 1960 et 1970, il travaille comme critique de cinéma pour les revues Cinema Sessanta, Ombre Rosse, La Rivista del Cinematografo et Sipario. Il écrit des essais sur Pier Paolo Pasolini, Andreï Tarkovski, Werner Herzog et Nagisa Ōshima.
En 1975, il s'essaie à l'écriture et à la réalisation avec le documentaire Fous à délier (Matti da slegare) réalisé en collaboration avec Silvano Agosti, Marco Bellocchio et Stefano Rulli (it). Ensemble, ils obtiennent notamment le prix FIPRESCI de la Berlinale en 1975. Ce premier travail marque le début d'une entente fructueuse entre Rulli, Bellocchio et Petraglia qui collaborera régulièrement avec eux au cours des décennies suivantes.
En 1977, il participe à l'écriture du scénario du téléfilm Il gabbiano de Bellocchio, une adaptation de la pièce de théâtre La Mouette du dramaturge russe Anton Tchekhov.
Ils retrouvent ces trois comparses pour la réalisation d'un nouveau documentaire, La macchina cinema, consacré à l'histoire du cinéma italien et à nouveau primé à la Berlinale en 1979. Il réalise ensuite avec Rulli une trilogie consacré à la ville de Rome et ses banlieues.
Il obtient son premier crédit de scénariste au cinéma avec Bianca, une comédie policière réalisé par Nanni Moretti en 1983 avec Laura Morante et Moretti en personne dans les rôles principaux. Il poursuit sa collaboration avec Moretti sur le drame romain La messe est finie (La messa è finita), film qui est bien reçu par la critique et le public. Petraglia profite du succès de ce film pour remporter à cette occasion son premier prix en Italie avec un Ciak d'oro du meilleur scénario. En 1986, il s'inspire de la tentative d'assassinat de Jean-Paul II ayant eu lieu en 1981 pour écrire la mini-série Attentato al Papa.
En 1987, il participe à l'écriture de la suite de la mini-série La Mafia qui obtient un grand succès en Italie. Petraglia travaille ensuite sur de nombreux projets pour le cinéma et la télévision. Il signe pour le réalisateur Peter Del Monte deux mélodrames, Julia et Julia (Giulia e Giulia) et Étoile. Il collabore avec Marco Risi sur le drame palermitain Mery pour toujours (Mery per sempre) et sur le film Il muro di gomma inspiré par la tragédie d'Ustica. Il participe à l'écriture de l'un des premiers films consacrés à l'immigration italienne, Pummarò de Michele Placido. Il travaille avec Daniele Luchetti sur la comédie Domani, domani (Domani accadrà) et sur le film politique consacré à la corruption italienne Le Porteur de serviette (Il portaborse). Pour la télévision, il livre plusieurs scénarios, dont une adaptation d'un roman d'Emilio Salgari et une œuvre à nouveau consacré à l'immigration italienne, Felipe a les yeux bleus (Felipe ha gli occhi azzurri) réalisé par Gianfranco Albano. Petraglia remporte plusieurs prix et nominations pour ses différents travaux au cours de cette période, dont un David di Donatello du meilleur scénario et un Ruban d'argent du meilleur sujet.
En 1992, il signe le scénario du drame Les Enfants volés (Il ladro di bambini) de Gianni Amelio qui remporte notamment le grand Prix du Festival de Cannes. Il travaille ensuite avec Wilma Labate, Carlo Mazzacurati, Giulio Base et les frères Taviani avant de retrouver Luchetti pour la comédie La scuola. Il signe le scénario de ce film en adaptant deux romans de l'écrivain Domenico Starnone. Il adapte ensuite le roman Pasolini, une vie (Vita di Pasolini) du romancier Enzo Siciliano pour Marco Tullio Giordana qui réalise le drame judiciaire Pasolini, mort d'un poète (Pasolini, un delitto italiano) qui retrace l'assassinat de Pasolini et le jugement de Pino Pelosi, son meurtrier.
En 1996, il travaille à nouveau avec Mazzacurati et Labate. Pour Francesco Rosi, il participe ensuite à l'adaptation du roman La Trêve de l'écrivain italien Primo Levi qui devient au cinéma le film La Trêve (La Tregua). Pour le drame historique La Vie silencieuse de Marianna Ucria (Marianna Ucrìa) de Roberto Faenza, il adapte le roman éponyme de la romancière Dacia Maraini. Il poursuit sa série d'adaptations de romans au cinéma avec une œuvre de l'écrivain Luigi Meneghello, Les petits maîtres (I Piccoli Maestri), pour Daniele Luchetti, une de la romancière Silvia Ballestra, La guerra degli Antò, pour Riccardo Milani et une autre de l'espagnol Juan Marsé, Boulevard du Guinardó (Ronda del Guinardó), pour Wilma Labate. Il adapte également le récit autobiographique La banalità del bene de l'écrivain Enrico Deaglio qui est consacré à Giorgio Perlasca, un résistant italien de la Seconde Guerre mondiale et dont Alberto Negrin en fait un téléfilm en 2002 .
En 2003, il prend part à l'écriture du scénario de la longue fresque dramatique de Marco Tullio Giordana, Nos meilleures années (La Meglio gioventù). Multi-récompensé à sa sortie en Italie, ce film permet à Petraglia de remporter un David di Donatello, un Ruban d'argent et un globe d'or du meilleur scénario. L'année suivante, sa libre adaptation du roman Nés deux fois (Nati due volte) de l'écrivain Giuseppe Pontiggia donne naissance au drame Les Clefs de la maison (Le chiavi di casa) de Gianni Amelio.
En 2005, il adapte le roman Romanzo criminale de l'écrivain Giancarlo De Cataldo dont l'histoire est inspiré par la Bande de la Magliana. Michele Placido réalise le film de mafieux éponyme qui obtient un vif succès en Italie. Petraglia retrouve ensuite Marco Tullio Giordana pour le film Une fois que tu es né (Quando sei nato non puoi più nasconderti). Il collabore également à l'adaptation du roman Pères et Fils de l'écrivain russe Ivan Tourgueniev pour la télévision sous le format d'une mini-série intitulé Padri e figli.
En 2007, il adapte le thriller Ne te retourne pas ! (Se deg ikke tilbake!) de la romancière norvégienne Karin Fossum pour le réalisateur débutant Andrea Molaioli qui réalise le film noir La Fille du lac (La ragazza del lago). Il signe également le scénario de la comédie Mon frère est fils unique (Mio fratello è figlio unico) de Daniele Luchetti. Ces deux films obtiennent un immense succès critique et commercial à leurs sorties en Italie. Son adaptation d'un roman biographique de l'écrivain Walter Veltroni consacré au pianiste Luca Flores (it) et mis en boîte par Riccardo Milani obtient également un bon retour critique. Entre 2006 et 2008, il remporte trois David di Donatello du meilleur scénario consécutifs, une première dans l'histoire de ce prix.
En 2008, il travaille avec Ferzan Özpetek sur une nouvelle adaptation, celle du roman Un jour parfait (Un giorno perfetto) de la romancière Melania Mazzucco qui donne lieu au drame Un giorno perfetto. Il retrace ensuite l'histoire de Sergio Segio, le leader du groupe armé d'extrême-gauche italien Prima Linea pour Renato De Maria qui réalise le film policier La prima linea et retrouve Luchetti avec un nouveau drame, La nostra vita, dans lequel Elio Germano livre une excellente prestation.
En 2012, il retrouve Giordana pour une nouvelle collaboration sur le film policier Piazza Fontana (Romanzo di una strage) qui est l'adaptation du roman Le Secret de piazza Fontana (Il segreto di Piazza Fontana) du journaliste Paolo Cucchiarelli et qui évoque l'attentat de la piazza Fontana et ses conséquences. Il reste dans le domaine du noir avec l'adaptation d'Urkas (Educazione siberiana) de l'écrivain russe Nicolai Lilin pour Gabriele Salvatores qui donne naissance au film noir Le Clan des gangsters (Educazione siberiana). L'année suivante, il collabore à nouveau avec Luchetti sur le mélodrame Ton absence (Anni felici).
Deux ans plus tard, il adapte une nouvelle œuvre de l'écrivain Giancarlo De Cataldo, Suburra (écrite en collaboration avec le journaliste Carlo Bonini) pour Stefano Sollima qui réalise le film noir Suburra. Il écrit ensuite le scénario d'un téléfilm consacré à la journaliste italienne Oriana Fallaci et collabore avec Luca Miniero sur la comédie Non c'è più religione.

## Filmographie

### Comme scénariste

#### Au cinéma
- 1983 : Bianca de Nanni Moretti
- 1985 : La messe est finie (La messa è finita) de Nanni Moretti
- 1985 : Dolce assenza de Claudio Sestieri
- 1987 : Julia et Julia (Giulia e Giulia) de Peter Del Monte
- 1989 : Étoile de Peter Del Monte
- 1989 : Mery pour toujours (Mery per sempre) de Marco Risi
- 1989 : Domani, domani (Domani accadrà) de Daniele Luchetti
- 1990 : Pummarò de Michele Placido
- 1991 : Il muro di gomma de Marco Risi
- 1991 : Le Porteur de serviette (Il portaborse ) de Daniele Luchetti
- 1992 : Les Enfants volés (Il ladro di bambini) de Gianni Amelio
- 1992 : Fiorile des frères Taviani
- 1993 : Ambrogio de Wilma Labate
- 1993 : Arriva la bufera de Daniele Luchetti
- 1994 : Il toro de Carlo Mazzacurati
- 1995 : Policier (Poliziotti) de Giulio Base
- 1995 : La scuola de Daniele Luchetti
- 1995 : Pasolini, mort d'un poète (Pasolini, un delitto italiano) de Marco Tullio Giordana
- 1996 : Vesna va veloce de Carlo Mazzacurati
- 1996 : La mia generazione de Wilma Labate
- 1997 : La Trêve (La Tregua) de Francesco Rosi
- 1997 : La Vie silencieuse de Marianna Ucria (Marianna Ucrìa) de Roberto Faenza
- 1997 : Auguri professore de Riccardo Milani
- 1998 : I piccoli maestri de Daniele Luchetti
- 1999 : La guerra degli Antò de Riccardo Milani
- 1999 : L'amante perduto de Roberto Faenza
- 2001 : Domenica de Wilma Labate
- 2003 : Nos meilleures années (La Meglio gioventù) de Marco Tullio Giordana
- 2004 : Les Clefs de la maison (Le chiavi di casa) de Gianni Amelio
- 2005 : Une fois que tu es né (Quando sei nato non puoi più nasconderti) de Marco Tullio Giordana
- 2005 : Romanzo criminale de Michele Placido
- 2007 : Mon frère est fils unique (Mio fratello è figlio unico) de Daniele Luchetti
- 2007 : La Fille du lac (La ragazza del lago) d'Andrea Molaioli
- 2007 : Piano, Solo de Riccardo Milani
- 2008 : Un giorno perfetto de Ferzan Özpetek
- 2009 : La prima linea de Renato De Maria
- 2010 : La nostra vita de Daniele Luchetti
- 2012 : Piazza Fontana (Romanzo di una strage) de Marco Tullio Giordana
- 2013 : Le Clan des gangsters (Educazione siberiana) de Gabriele Salvatores
- 2013 : Ton absence (Anni felici) de Daniele Luchetti
- 2015 : Suburra de Stefano Sollima
- 2016 : Non c'è più religione de Luca Miniero

#### A la télévision

##### Séries télévisées
- 1986 : Attentato al Papa
- 1987 – 1994 : La Mafia, épisodes 3-4-5-6-7
- 1990 : Vita dei castelli
- 1990 : Les Mystères de la jungle noire (I misteri della giungla nera) de Kevin Connor
- 1999 : La vita che verrà
- 2005 : Padri e figli
- 2005 : Cefalonia
- 2014 : Le Cose che restano
- 2014 : Braccialetti rossi
- 2015 : Questo e il mio paese

##### Téléfilms
- 1977 : Il gabbiano de Marco Bellocchio
- 1986 : Fuori scena d'Enzo Muzii
- 1988 : Una Vittoria de Luigi Perelli
- 1990 : Felipe a les yeux bleus (Felipe ha gli occhi azzurri) de Gianfranco Albano
- 1994 : Michela alla guerra de Franco Rossi
- 1999 : Aimer à tout prix (Più leggero non basta) d'Elisabetta Lodoli (it)
- 2001 : Come l'america d'Andrea et Antonio Frazzi
- 2002 : Perlasca - Un eroe italiano d'Alberto Negrin
- 2008 : O'Professore de Maurizio Zaccaro
- 2011 : Violetta d'Antonio Frazzi
- 2014 : La Strada dritta de Carmine Elia (it)
- 2015 : Oriana Fallaci de Marco Turo

### Comme scénariste et réalisateur
- 1975 : Fous à délier (Matti da slegare) (avec Silvano Agosti, Marco Bellocchio et Stefano Rulli (it))
- 1979 : La Macchina cinema (avec Silvano Agosti, Marco Bellocchio et Stefano Rulli (it))
- 1981 : Il pane e le mele (avec Stefano Rulli (it))
- 1981 : Settecamini da Roma (avec Stefano Rulli (it))
- 1982 : Lunario d'inverno (avec Stefano Rulli (it))

### Essais
- Pier Paolo Pasolini (1974)
- Andreï Tarkovski (1976)
- Nagisa Ōshima (1977)
- L'enigma di Kaspar Hauser (préface d'Alberto Barbera, 1979)

## Prix et distinctions
- Prix FIPRESCI de la Berlinale en 1975 pour Fous à délier (Matti da slegare).
- Prix FIPRESCI de la Berlinale en 1979 pour La macchina cinema.
- Ciak d'oro du meilleur scénario en 1986 pour La messe est finie (La messa è finita).
- Nomination au David di Donatello du meilleur scénario en 1986 pour La messe est finie (La messa è finita).
- Nomination au Ruban d'argent du meilleur scénario en 1986 pour La messe est finie (La messa è finita).
- Nomination au Ruban d'argent du meilleur sujet en 1986 pour La messe est finie (La messa è finita).
- Nomination au Ciak d'oro du meilleur scénario en 1988 pour Domani, domani (Domani accadrà).
- Nomination au Ciak d'oro du meilleur scénario en 1990 pour Mery pour toujours (Mery per sempre).
- David di Donatello du meilleur scénario en 1991 pour Le Porteur de serviette (Il portaborse ).
- Ciak d'oro du meilleur scénario en 1992 pour Le Porteur de serviette (Il portaborse ).
- Nomination au David di Donatello du meilleur scénario en 1992 pour Il muro di gomma et Les Enfants volés (Il ladro di bambini).
- Ruban d'argent du meilleur sujet en 1992 pour Il muro di gomma.
- Nomination au Ruban d'argent du meilleur scénario en 1992 pour Le Porteur de serviette (Il portaborse ).
- Ruban d'argent du meilleur scénario en 1993 pour Les Enfants volés (Il ladro di bambini).
- Ciak d'oro du meilleur scénario en 1993 pour Les Enfants volés (Il ladro di bambini).
- Nomination au Grolla d'oro du meilleur scénario en 1996 pour Vesna va veloce.
- Nomination au Ruban d'argent du meilleur sujet en 1995 pour Il toro.
- Nomination au Ruban d'argent du meilleur scénario en 1996 pour La scuola.
- Globe d'or du meilleur scénario en 1997 pour La Vie silencieuse de Marianna Ucria (Marianna Ucrìa).
- Prix Flaiano : prix du meilleur scénario en 1997.
- Nomination au David di Donatello du meilleur scénario en 1992 pour La Trêve (La Tregua).
- Nomination au Ciak d'oro du meilleur scénario en 1997 pour La mia generazione.
- Nomination au prix du cinéma européen du meilleur scénariste en 2003 pour Nos meilleures années (La Meglio gioventù).
- David di Donatello du meilleur scénario en 2004 pour Nos meilleures années (La Meglio gioventù).
- Ruban d'argent du meilleur scénario en 2004 pour Nos meilleures années (La Meglio gioventù).
- Globe d'or du meilleur scénario en 2004 pour Nos meilleures années (La Meglio gioventù).
- Nomination au Ciak d'oro du meilleur scénario en 2004 pour Nos meilleures années (La Meglio gioventù).
- Ciak d'oro du meilleur scénario en 2005 pour Les Clefs de la maison (Le chiavi di casa).
- Nomination au Ruban d'argent du meilleur scénario en 2005 pour Les Clefs de la maison (Le chiavi di casa).
- David di Donatello du meilleur scénario en 2006 pour Romanzo criminale.
- Nomination au Ruban d'argent du meilleur scénario en 2006 pour Romanzo criminale.
- Nomination au Ciak d'oro du meilleur scénario en 2006 pour Romanzo criminale.
- Nomination au Chlotrudis Award du meilleur scénario original en 2006 pour Nos meilleures années (La Meglio gioventù).
- David di Donatello du meilleur scénario en 2007 pour Mon frère est fils unique (Mio fratello è figlio unico).
- David di Donatello du meilleur scénario en 2008 pour La Fille du lac (La ragazza del lago).
- Ruban d'argent du meilleur scénario en 2008 pour La Fille du lac (La ragazza del lago).
- Ciak d'oro du meilleur scénario en 2008 pour La Fille du lac (La ragazza del lago).
- Globe d'or du meilleur scénario en 2008 pour La Fille du lac (La ragazza del lago) et Mon frère est fils unique (Mio fratello è figlio unico).
- Prix Kinéo du meilleur scénario en 2008 pour La Fille du lac (La ragazza del lago).
- Prix du meilleur scénario au festival international du film policier de Liège en 2009 pour La Fille du lac (La ragazza del lago).
- Nomination au Ruban d'argent du meilleur scénario en 2010 pour La nostra vita.
- Nomination au David di Donatello du meilleur scénario en 2011 pour La nostra vita.
- Ruban d'argent du meilleur scénario en 2011 pour Piazza Fontana (Romanzo di una strage).
- Nomination au David di Donatello du meilleur scénario en 2012 pour Piazza Fontana (Romanzo di una strage).
- Nomination au Ciak d'oro du meilleur scénario en 2012 pour Piazza Fontana (Romanzo di una strage).
- Nomination au Globe d'or du meilleur scénario en 2012 pour Piazza Fontana (Romanzo di una strage).
- Nomination au Ruban d'argent du meilleur scénario en 2014 pour Ton absence (Anni felici).